# Star Channel (Portugal)
O Star Channel Portugal (anteriormente Fox Portugal, entre 2003 e 2024) é um canal de televisão pago da The Walt Disney Company Portugal. Está presente nos quatro operadores de cabo, satélite e IPTV em Portugal. O canal em alta definição foi lançado a 31 de julho de 2009.
Da sua grelha fazem ou fizeram parte várias séries de origem norte-americana de grande sucesso internacional, como Os Simpsons, House, Ossos, The Walking Dead, Family Guy e Foi Assim Que Aconteceu.
A FOX foi o primeiro canal lançado em Portugal pela FNG, seguido pela FOX Life (Atual STAR Life), o FX (atual STAR Comedy) e o FOX Crime (atual STAR Crime).
A FOX Portugal começou as suas emissões na NOWO, em março de 2003, e em maio de 2005 passa a integrar o pacote da TV Cabo (atual NOS), uma vez que esta operadora também emitia por satélite.
No dia 1 de julho de 2011, iniciou as suas emissões em 16:9, juntamente com os canais STAR Life e STAR Movies. Em Setembro de 2012 no STAR Crime e em 2014 no STAR Comedy.
No dia 27 de novembro de 2023, a The Walt Disney Company, proprietária do canal, revelou que o canal iria mudar de nome, deixando a marca FOX, e que "em breve" se passará a denominar "Star Channel", uma estratégia que já vinha sendo aplicada em várias regiões do mundo e que agora irá concretizar-se na Europa.
A 27 de novembro de 2023 a The Walt Disney Company Portugal anuncia que "em breve" os Canais Fox sofrerão um rebranding e vão também se juntar à denominação Star, que já aconteceu na América Latina no início de 2021 e na Sérvia em 1 de Outubro de 2023. A Fox passou a chamar-se Star Channel em Portugal em 7 de fevereiro de 2024.
A 7 de Fevereiro de 2024, o canal FOX e os restantes canais FOX passaram a ser STAR. Esta mudança mudou o nome do canal para STAR Channel Portugal.